# Clara Barton National Historic Site
Le Clara Barton National Historic Site est un site historique national américain situé à Glen Echo, dans le comté de Montgomery, au Maryland. Il protège la Clara Barton House, la maison de Clara Barton, fondatrice de la Croix-Rouge américaine. Classé National Historic Landmark depuis le 12 janvier 1965, il est inscrit au Registre national des lieux historiques depuis le 15 octobre 1966. Il est géré par le National Park Service.